# Tabletcomputer

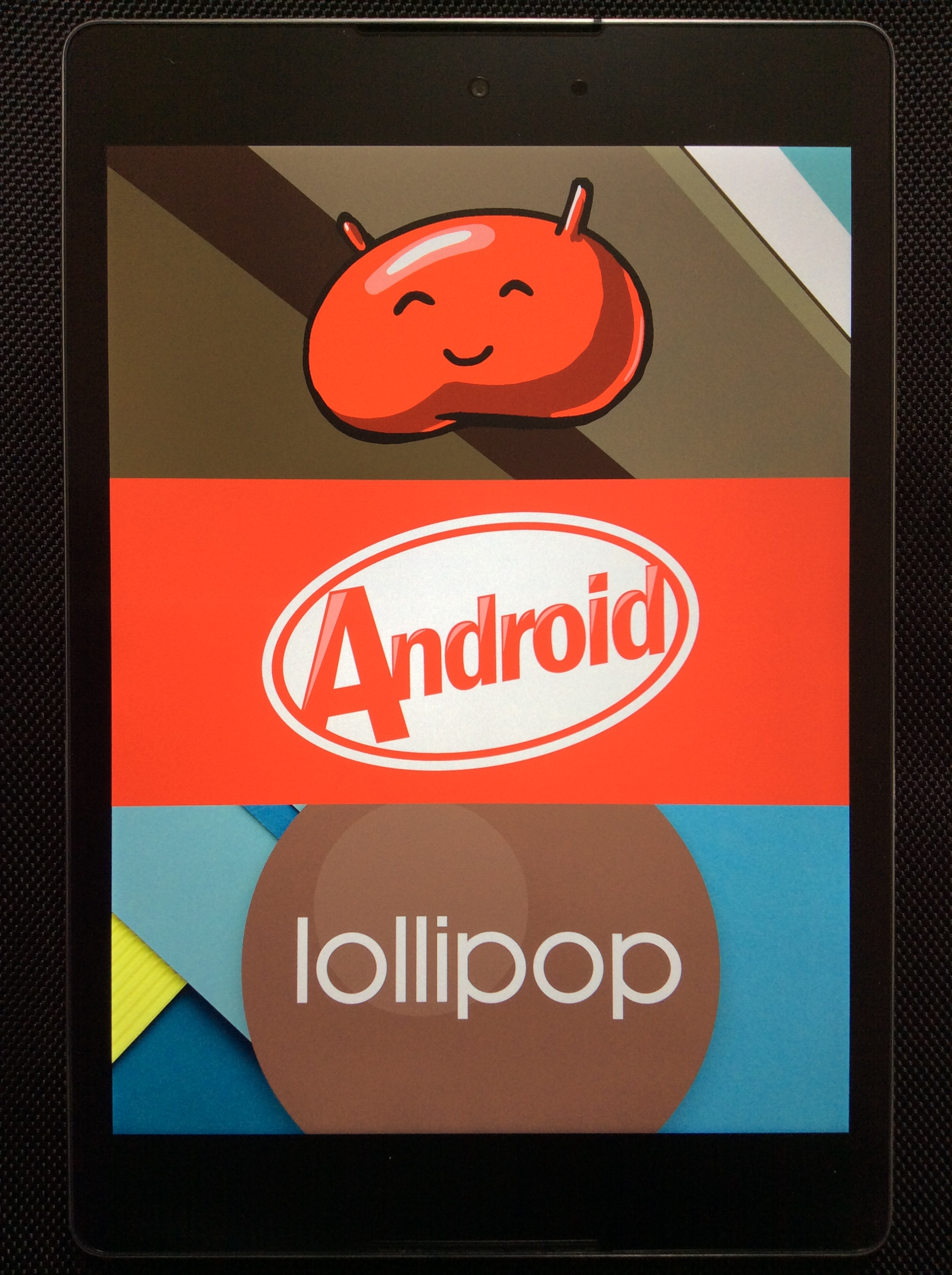
Google Nexus 9

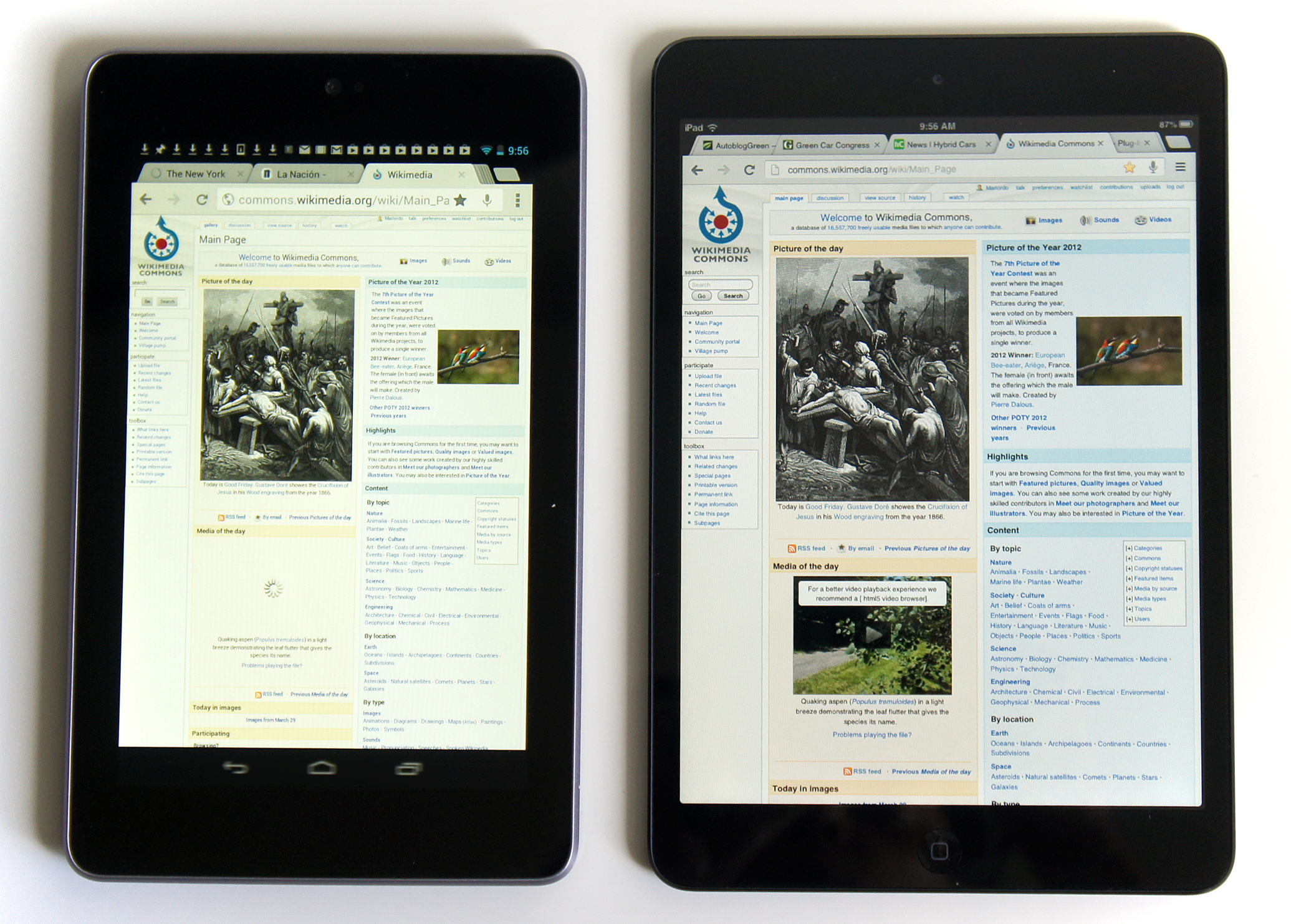
Google Nexus 7 en Apple iPad Mini

Een tabletcomputer of kortweg tablet is een mobiele computer waarin een aanraakscherm, batterij en computerhardware worden gecombineerd tot één plat, rechthoekig apparaat. Het aanraakscherm, meestal 7 tot 12 inch (18 tot 30 cm) in diagonaal, is voor de gebruiker de voornaamste interactiemogelijkheid. Veel tablets beschikken tevens over meerdere sensors en mogelijkheden voor draadloze dataverbindingen. Het idee van een tabletcomputer stamt uit het midden van de twintigste eeuw en werd later gepopulariseerd in sciencefiction. Hoewel sinds eind jaren 80 mondjesmaat tablets op de markt kwamen, beleefde het concept pas een brede doorbraak in 2010, toen het Amerikaanse computerbedrijf Apple de iPad presenteerde. Van de Nederlandse huishoudens had 66% in 2019 een tablet, terwijl dat in 2014 nog 50% was.

## Kenmerken

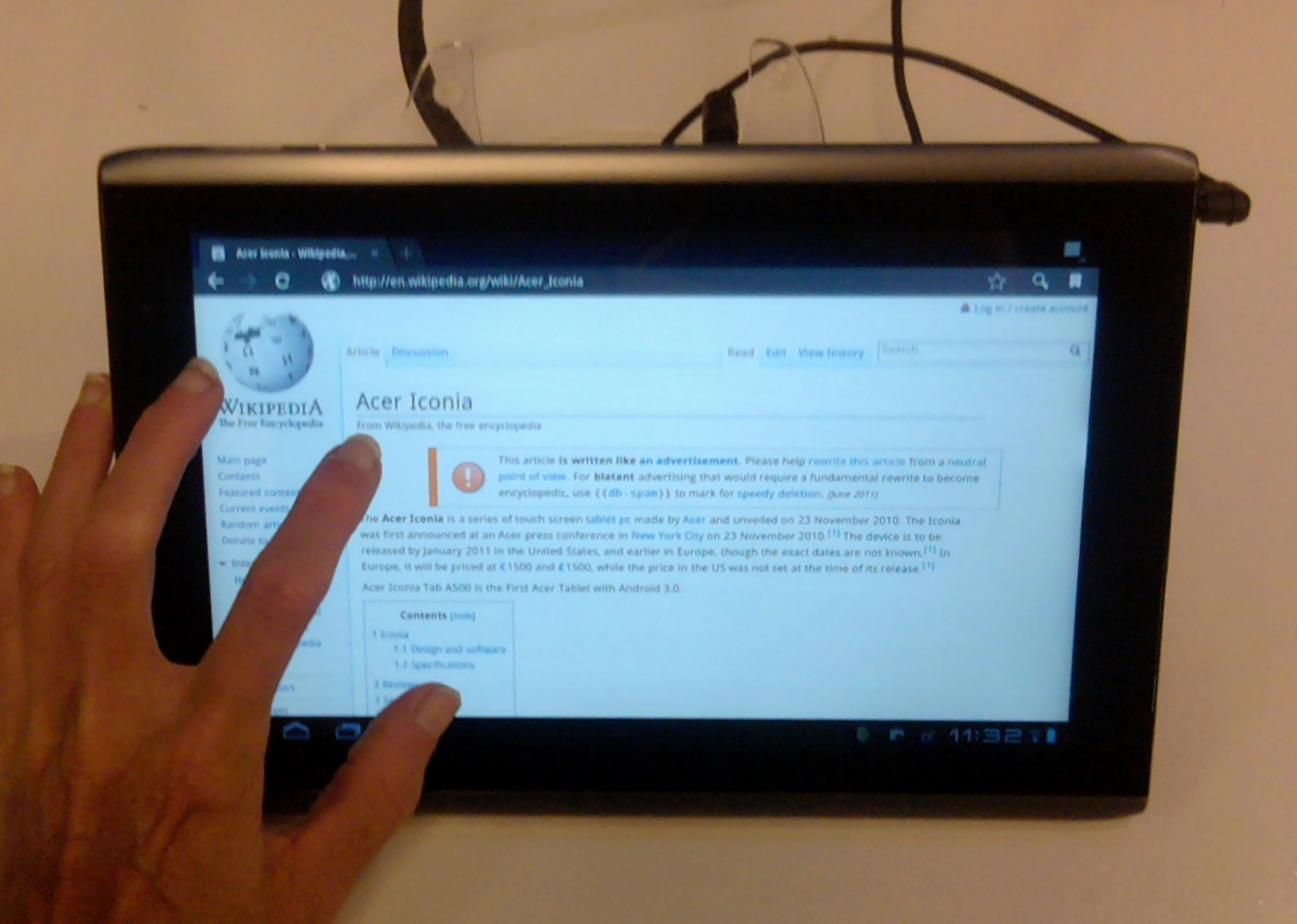
Acer Iconia-tabletcomputer

### Scherm en behuizing
Tablets zijn platte, rechthoekige computers; over het algemeen zijn moderne tablets minder dan 2 cm dik, terwijl de breedte en hoogte afhangen van de schermmaat en de breedte van de omlijsting rond het scherm. Meestal wordt een schermdiagonaal van 7 inch (18 cm) beschouwd als ondergrens voor tablets, al bestaat een tussencategorie producten (mini-tablets of phablets, een porte-manteau van de woorden phone en tablet) die in schermgrootte het midden houden tussen smartphones en tablets. De meeste tablets hebben een scherm dat niet groter is dan 12 inch (30 cm). Over het algemeen wegen tablets zo'n 300 tot 1500 gram.
De voorkant van een tabletcomputer wordt gedomineerd door het aanraakscherm. Dit scherm is een van de belangrijkste kenmerken van een tablet: in plaats van met een muis, trackpad of trackpoint, zoals bij een traditionele pc gebruikelijk, bedient de gebruiker een tablet vooral met aanrakingen. Eerdere modellen tablets waren erop gemaakt om bediend te worden met een stylus: elementen van de gebruiksomgeving waren relatief klein, en bovendien maakte men gebruik van een resistief aanraakscherm, dat reageert op druk. Tablets zijn geleidelijk geschikt gemaakt voor bediening met vingeraanrakingen. Hiertoe is de gebruikersomgeving opgeschaald, zodat elementen zoals knoppen groot genoeg zijn om aan te raken. Daarnaast wordt gebruikgemaakt van een capacitief aanraakscherm, dat al bij lichte aanraking reageert. Bij veel tablets wordt dan ook geen styluspen meer meegeleverd. Naast het scherm hebben tablets normaliter enkele fysieke knoppen die specifieke functies vervullen, zoals het in- en uitschakelen van het apparaat.

### Hardware
Achter het scherm van de tabletcomputer zitten een batterij en computer hardware. Fabrikanten maken doorgaans gebruik van een zogenaamde system-on-a-chip, een concept waarbij alle componenten (processor, werkgeheugen, grafische chip, chips voor de draadloze verbindingen) geïntegreerd worden op één printplaat, wat ruimte en geld bespaart. De batterij is groot genoeg voor een gebruiksduur van gemiddeld 2 tot 6 uur. In tegenstelling tot veel desktop- en laptopcomputers is de integratie van de hardware meestal zodanig dat tablets nauwelijks door de gebruiker kunnen worden voorzien van vervangende componenten.

### Sensoren en verbindingen
Over het algemeen beschikken tablets over verschillende sensoren, zoals een lichtsensor (om de helderheid van het scherm automatisch aan te passen aan omgevingslicht), nabijheidssensor, microfoon en één of twee Camera's voor foto en video. Daarnaast zijn vaak voorzieningen voor positiebepaling aanwezig, zoals gps, een digitaal kompas en een oriëntatiesensor. Voor verbinding met andere apparaten en het internet zijn tablets vrijwel geheel afhankelijk van draadloze dataverbindingen, zoals wifi, bluetooth en (soms) 3G/4G: de dunne behuizing laat weinig ruimte voor fysieke aansluitpoorten. Zodoende zijn er – naast de genoemde voorzieningen voor draadloze verbindingen – vaak alleen een (micro-)USB-poort en een hoofdtelefoonaansluiting beschikbaar op het apparaat. In sommige gevallen beschikken tablets ook over een kaartlezer voor micro-SD-kaartjes; door het plaatsen van een geheugenkaartje kan het opslaggeheugen worden uitgebreid en ontstaat een extra mogelijkheid voor data-uitwisseling met andere apparaten.

## Geschiedenis

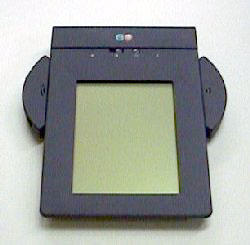
AT&T EO-tablet-pc (1993)

Het concept van een tabletcomputer vindt zijn oorsprong in systemen die handgeschreven karakters moesten analyseren en omzetten in tekst; het eerste patent voor een dergelijk systeem dateert uit 1915. Het duurde echter tot 1956 voor er daadwerkelijk een systeem werd gepresenteerd dat werkte met de nog jonge digitale computer. In de decennia daarna waren tabletcomputers vooral te vinden in sciencefiction. Het bekendste voorbeeld is wellicht een scène uit de film 2001: A Space Odyssey, waarin de protagonist een nieuwsuitzending bekijkt op een tablet. Wetenschappers bedachten ondertussen concepten als de Dynabook, een in 1968 door informaticus Alan Kay bedachte tablet gericht op kinderen.
In 1989 lanceerde het bedrijf GRiD Systems Corporation de GRiDPad, die wordt beschouwd als de eerste tabletcomputer op de consumentenmarkt. Het 2 kilo zware apparaat kostte ruim 2400 dollar, draaide op MS-DOS en beschikte over een monochroom lcd-scherm. De GRiDPad werd vooral bediend met behulp van een stylus, die aan het apparaat vastzat met een kabeltje. Het systeem kon geschreven tekens omzetten in tekst met een door Jeff Hawkins ontworpen handschriftherkenningssysteem. In de loop van de jaren 90 werd het oerconcept van de GRiDPad doorontwikkeld door verschillende computerbedrijven. Sommige tabletprojecten resulteerden uiteindelijk in daadwerkelijke producten, zoals de EO Personal Communicator (in de Verenigde Staten uitgebracht door telefoonmaatschappij AT&T) en de Apple Newton. Een aantal andere projecten om een tabletcomputer te ontwikkelen, waaronder een concept van de Amerikaanse krantenuitgever Knight Ridder en het OMI-NewsPAD-project van de Europese Unie, kwam niet verder dan de prototypefase. Tabletcomputers bleven al met al nog nicheproducten, mede door hun hoge prijs; vergeleken met huidige tablets waren ze daarnaast nogal log en zwaar.

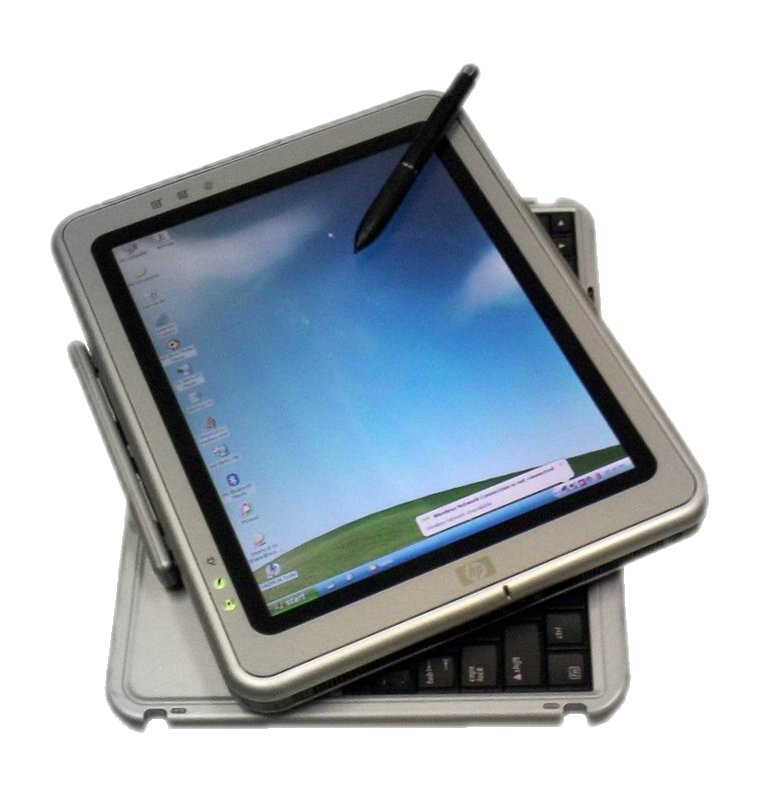
Voorbeeld van een tablet-pc

Eind jaren 90 begon Microsoft aan een eigen tabletproject in een poging tabletcomputers te introduceren bij een breder publiek. Dat resulteerde in 2001 in de Microsoft Tablet PC-specificatie. Aan de hand van deze specificatie werden een aantal apparaten uitgebracht (gelijkend op de hedendaagse hybride laptop-tablets) die draaiden op een aangepaste versie van Windows. Ze waren voornamelijk bedoeld voor kantoorgebruik en het maken van aantekeningen. Tablet-pc's bleken geen groot succes: de apparaten waren te zwaar om in één hand vast te houden (essentieel voor mobiel gebruik) en bovendien was de meegeleverde software, ondanks de gedane aanpassingen, niet erg geschikt voor gebruik als tablet.

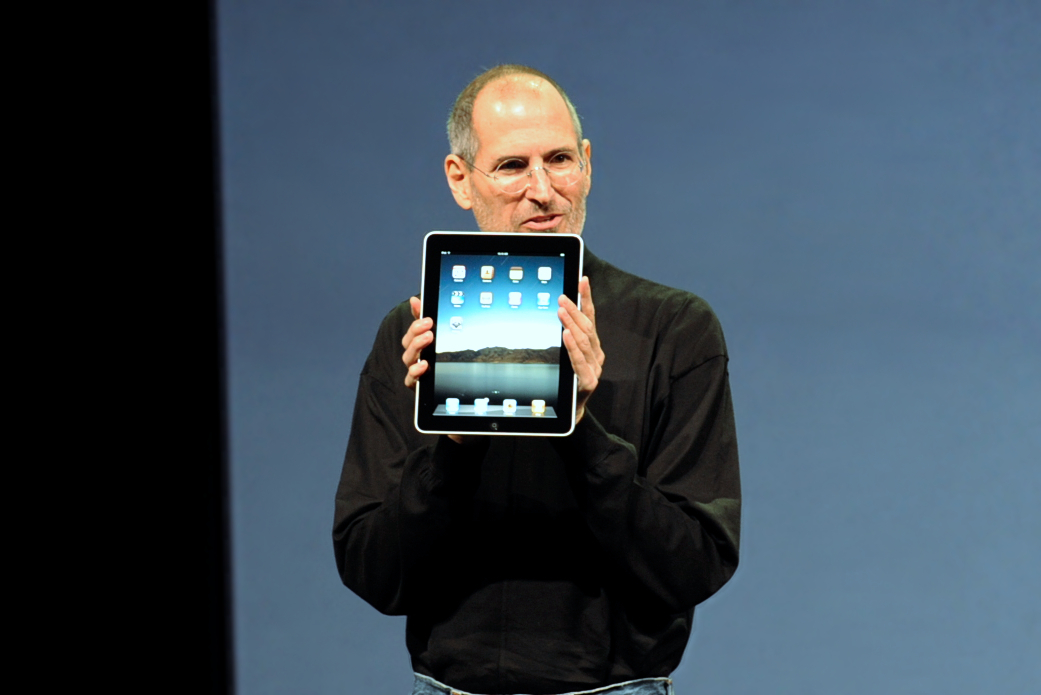
Steve Jobs toont de iPad voor het eerst aan het publiek (2010)

In 2010 introduceerde Apple de iPad. De gebruiksomgeving van het apparaat was speciaal ontworpen voor gebruik met vingergebaren, in tegenstelling tot eerdere apparaten, die vooral bediend werden met een stylus. In tegenstelling tot de eerdere tablet-pc's week Apple af van de pc-specificatie: in de iPad werd een energiezuinige ARM-processor toegepast. Door technologische vooruitgang waren dergelijke processoren nu krachtig genoeg voor veel taken die eerder slechts op een pc konden worden uitgevoerd; daarnaast zorgden verbeteringen in batterijtechnologie voor dunne en lichte batterijen met een lange werktijd. Al snel bleek de iPad een enorm succes, wat een doorbraak betekende voor tabletcomputers: andere fabrikanten, zoals Samsung, Asus en Sony, brachten snel eigen tablets uit. Deze apparaten volgden het concept van de iPad: ze werden bediend met vingergebaren en bevatten een ARM-processor. Vaak draaiden deze tablets op het besturingssysteem Android van Google, dat begin 2011 een speciale tabletversie van dit systeem uitbracht (Android Honeycomb). Microsoft liet haar eerdere tablet-pc-concept varen en kwam in 2012 met een nieuwe versie van Windows (Windows 8) met een gebruiksomgeving die gemakkelijk met vingergebaren kan worden bediend. Daarnaast introduceerde het bedrijf ook eigen tablets (Microsoft Surface). Vanaf 2010 vertoont de verkoop van tablets een zeer sterke stijging. Het onderzoeksbureau Gartner becijferde dat alleen al in 2013 ruim 195 miljoen tablets zijn verkocht.

## Soorten tabletcomputers

### Naar besturingssysteem

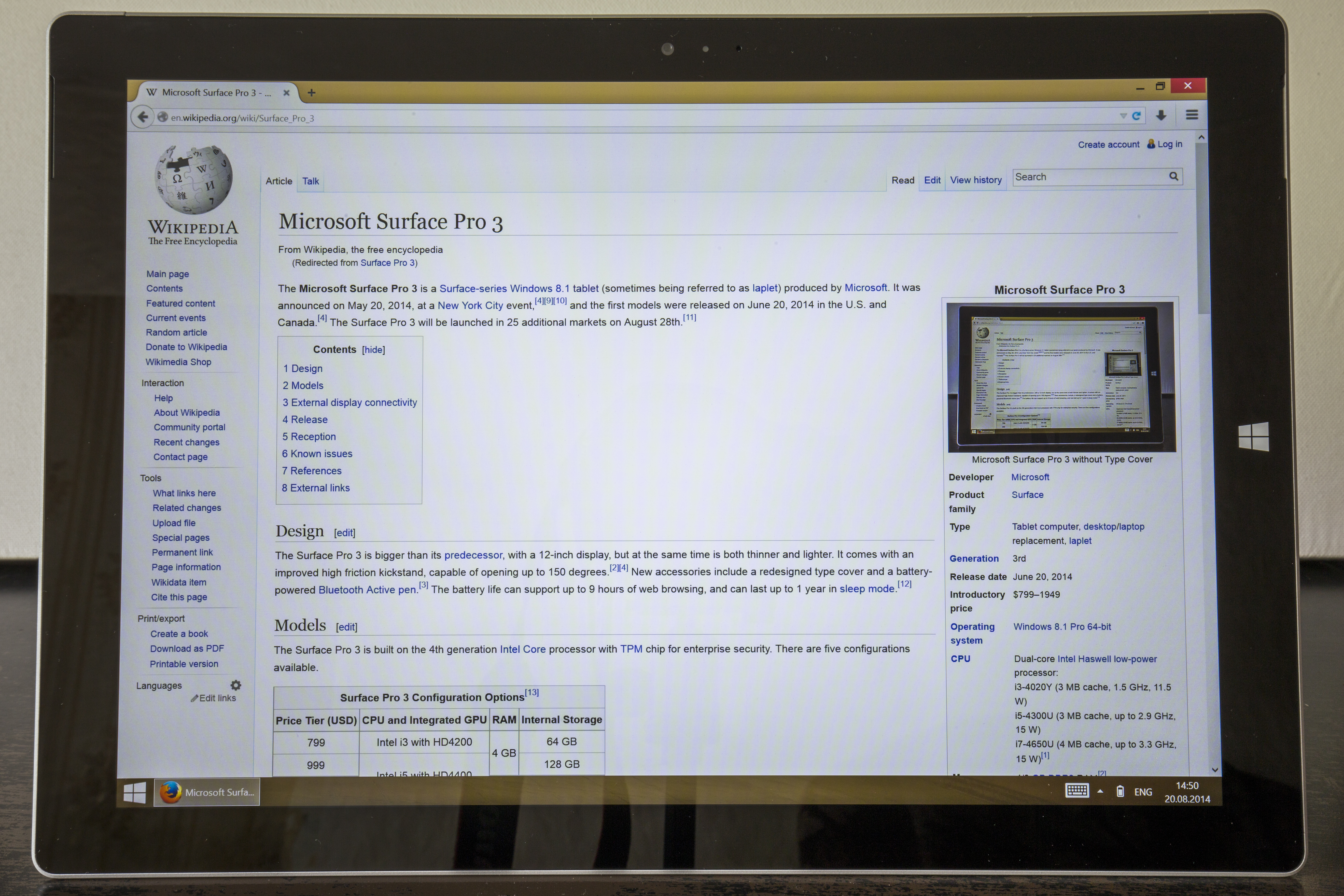
Microsoft Surface Pro 3, een tablet met Windows 8.1 als besturingssysteem

Een belangrijke eigenschap van een tabletcomputer is het besturingssysteem dat wordt meegeleverd. Over het algemeen zijn tablets er slechts op gemaakt om nieuwere versies van het meegeleverde besturingssysteem te kunnen draaien – andere besturingssystemen kunnen vaak niet of met grote moeite worden geïnstalleerd. De keuze voor het besturingssysteem is belangrijk; deze bepaalt immers de gebruiksomgeving en de programma's (ook wel apps) die op de tablet kunnen worden geïnstalleerd.
Anno 2019 zijn drie besturingssystemen voor tablets dominant:
- iOS van Apple. Dit systeem draait alleen op tablets van deze fabrikant, meestal iPads genoemd; door de grote populariteit van Apple's tablets heeft iOS een aanzienlijk marktaandeel veroverd.
- Android van Google. In tegenstelling tot iOS is Android grotendeels open source, waardoor het in principe door iedere hardwarefabrikant vrij gebruikt kan worden. Daarom is het een populaire keuze voor goedkopere tablets.
- Windows 8.1/RT van Microsoft. Windows is beschikbaar voor zowel tablets met processor op basis van de x86-processorarchitectuur (Windows 8.1), als voor tablets met een ARM-processor (Windows RT). Hoewel beide varianten er hetzelfde uitzien, heeft Windows 8.1 als voordeel dat ook oudere Windows-programma's op dit systeem werken. Gedurende de huidige versie van Windows (Windows 10) zal Windows RT worden uitgefaseerd.

### Naar vormfactor

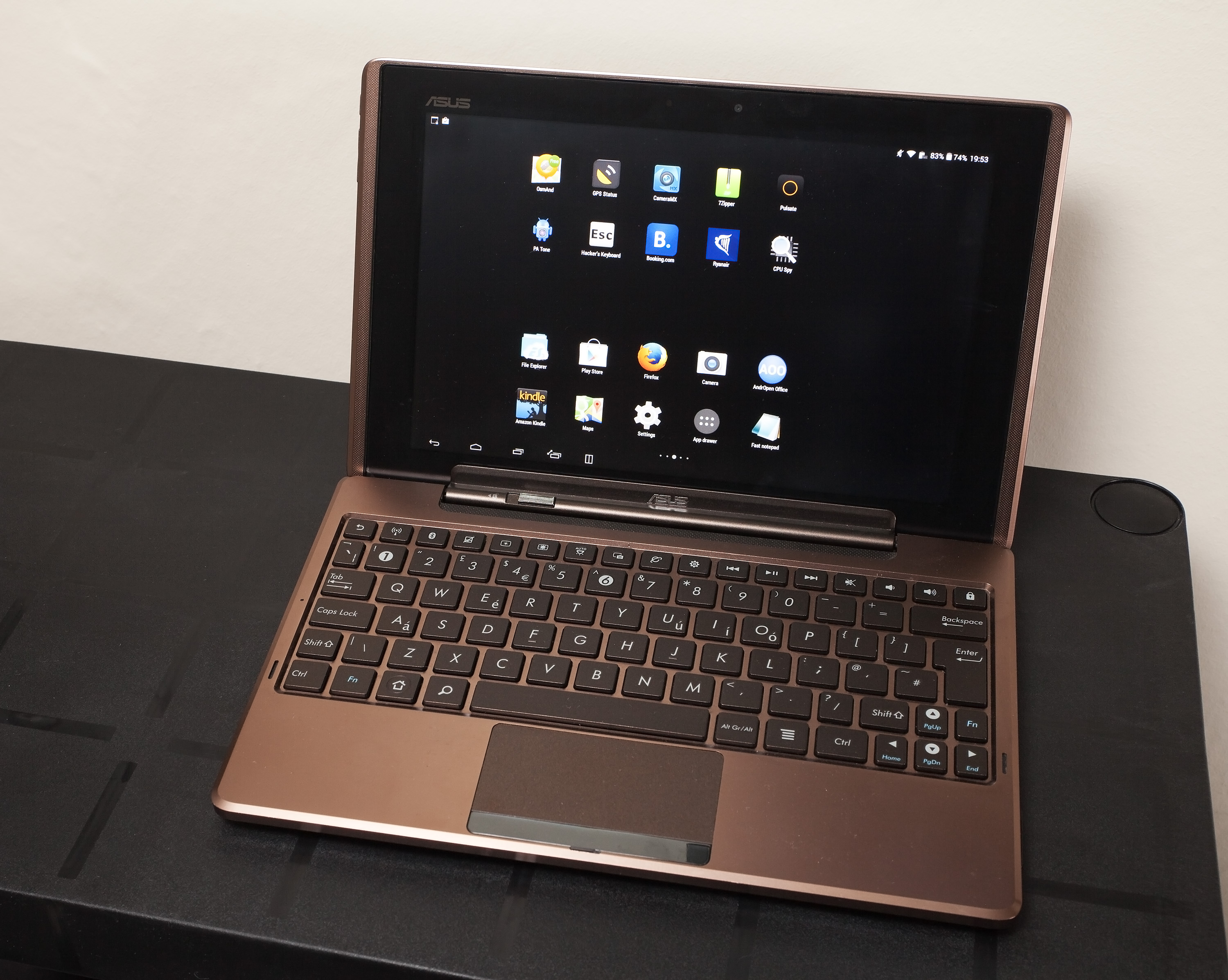
Asus Transformer Pad TF101, een tabletcomputer met afkoppelbaar toetsenbordgedeelte

Naast 'standaard'-tabletcomputers bestaan ook apparaten met een bijzondere vormfactor. Een veelvoorkomende variatie op het standaardconcept van de tablet is een hybride kruising tussen een tablet en een laptop (ook wel convertibles genoemd), waarmee wordt getracht de voordelen van beide apparaten te combineren. De transformatie tussen laptop en tablet kan op verschillende manieren plaatsvinden. Zo zijn er laptops waarbij het scherm 360 graden kan omklappen, zodat het apparaat met het toetsenbord omlaag als tablet kan dienen. Een andere mogelijkheid is een speciaal scharnier waarmee het tabletscherm als het ware opklapt boven een toetsenbord. Ook veelvoorkomend is een systeem waarbij de tablet simpelweg kan worden losgekoppeld van het toetsenbordgedeelte. Hybride apparaten beschikken vaak over meer fysieke aansluitpoorten dan andere tablets; daarnaast is de processor soms een stuk krachtiger. Hierdoor kunnen ze wel groter en zwaarder zijn dan normale tablets.
Naast kruisingen tussen tablets en laptops bestaan ook kruisingen tussen tablets en mobiele telefoons (phablets of minitablets). Deze zijn vaak iets kleiner dan de gemiddelde tablet, en hebben de mogelijkheid om te bellen.
Tablets met een bijzonder gebruiksdoel hebben soms ook een aangepaste vormfactor die daarop is gericht. Een voorbeeld zijn tablets die speciaal geschikt zijn voor het spelen van spellen; deze worden ook weleens uitgevoerd met joysticks en fysieke knoppen naast het scherm.

### Naar schermeigenschappen

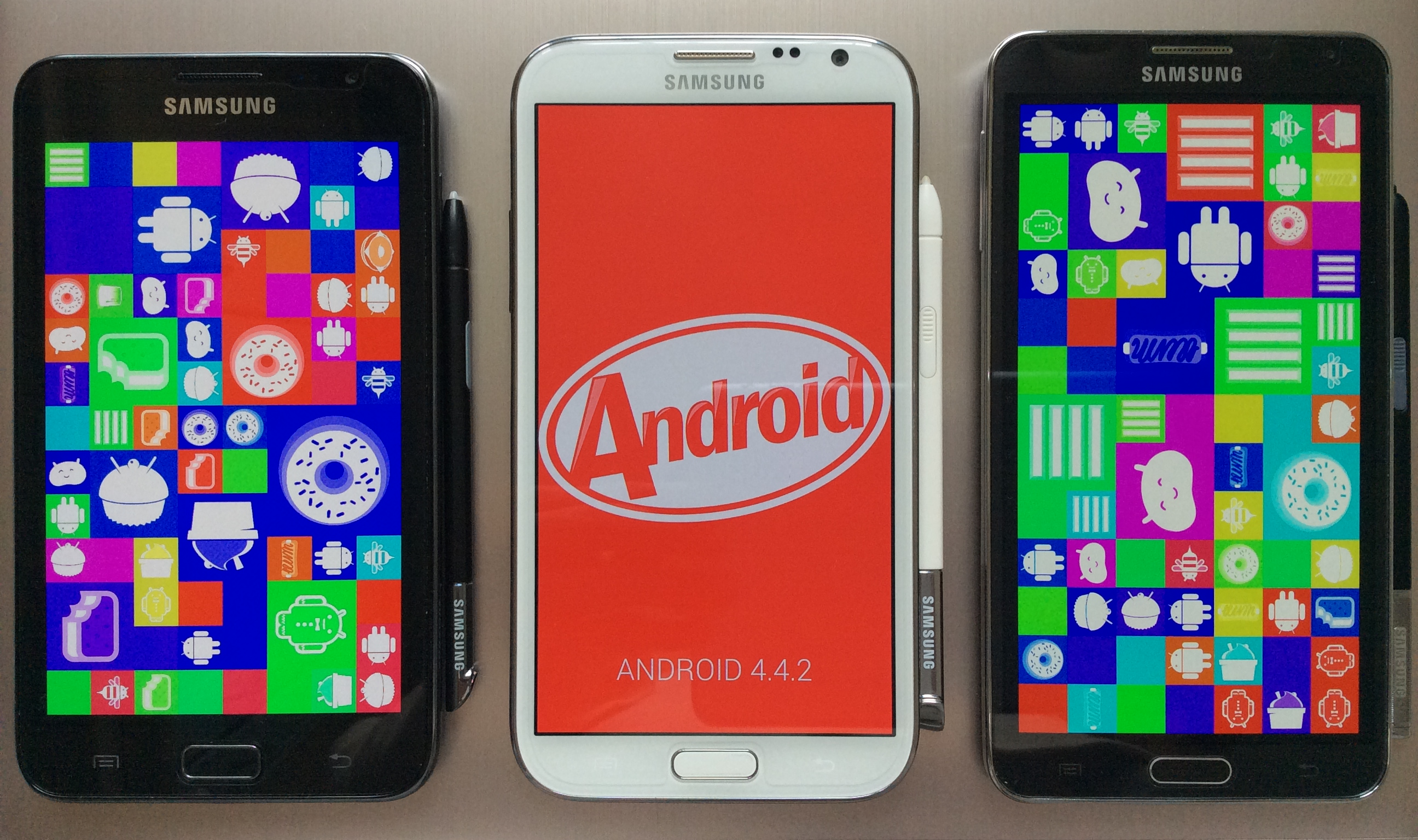
Samsung Galaxy Note-serie, een voorbeeld van phablets

Zoals beschreven loopt de schermgrootte van tabletcomputers uiteen van minder dan 7" (18 cm) tot meer dan 12" (30 cm). Naast de schermgrootte zijn er een aantal andere eigenschappen die het scherm definiëren. De hoogte-breedteverhouding kan bijvoorbeeld variëren van 16:9 (meer ruimte in de breedte; geschikter voor het bekijken van films) tot 4:3 (meer ruimte in de hoogte; geschikter voor surfen en kantoortoepassingen, zoals tekstverwerken en Excel). Daarnaast is de schermresolutie van belang; hogere resoluties bieden meer scherpte en/of werkruimte. Het gebruikte schermtype is meestal lcd, maar soms worden ook AMOLED-schermen toegepast. Als laatste beschikken sommige tabletschermen over extra's zoals een extra digitizer, een sensorlaag waarmee – in combinatie met een speciale stylus – nauwkeuriger kan worden getekend op het beeldoppervlak.
E-readers lijken op tablets qua vormfactor: ze bestaan vaak uit een dunne behuizing met daarin een groot, aanraakgevoelig scherm. Bij deze apparaten wordt meestal gebruikgemaakt van een scherm gebaseerd op e-inktechnologie. Omdat een dergelijk scherm geen licht geeft is het minder belastend voor de ogen. De aanwezigheid van een e-ink scherm maakt een e-reader echter minder geschikt voor multimediatoepassingen dan een tablet: e-inkschermen zijn in de regel monochroom en hebben een lage verversingssnelheid.

### Naar processorarchitectuur
De processorarchitectuur waarop een tabletcomputer is gebaseerd bepaalt mede welke software op het apparaat zal werken. Op dit moment wordt de tabletmarkt verdeeld tussen processoren gebaseerd op het ARM-ontwerp van ARM Holdings en processoren die werken met de x86-instructieset van Intel en AMD. ARM-processoren zijn te vinden in alle tablets van Apple en alle tablets die draaien op Windows RT; ze worden ook gebruikt in veel tablets die draaien op Android. Soortgelijke processoren worden ook vaak gebruikt in smartphones. Processoren op basis van de x86-architectuur zijn vooral terug te vinden in Windows-tablets: ze zijn namelijk compatibel met oudere Windows-software voor pc's. Bovendien zijn er varianten beschikbaar die sneller zijn dan de krachtigste ARM-processoren, wat ze een goede keuze maakt voor hybride apparaten.

### Naar doelgroep
Een tabletcomputer is meer dan een apparaat dat alleen bestaat uit een scherm, processor en een besturingssysteem. Tabletcomputers zijn ook in te delen naar doelgroep. Bijvoorbeeld tablets voor kinderen, of tablets voor senioren. Naast leeftijdgerelateerde tablets zijn er ook tablets bedoeld voor bepaalde werkzaamheden, zoals tablets waarop getekend kan worden met een stylu (pen). Er zijn ook tablets speciaal ontwikkeld voor armere landen, zodat ook dit deel van de wereld dit middel kan gebruiken.
- Bibliothèque nationale de France: cb162446761 (data)
- Gemeinsame Normdatei: 7602964-5
- Library of Congress Control Number: sh2010009240
- Bibliotheek van het Japanse parlement: 01211900
- Nationale Bibliotheek van Tsjechië: ph608638
- Nationale Bibliotheek van Israël: 987007513151005171